# Die Arche Noah (1928)
Die Arche Noah, auch Das Drama der Sintflut, (engl. Noah’s Ark) ist ein amerikanischer Bibelfilm aus dem Jahr 1928.

## Handlung
Der Film handelt auf zwei Zeitebenen. Einmal wird die biblische Episode um Noah und seinen Sohn Japhet erzählt, das andere Mal ein Bezug zum Ersten Weltkrieg hergestellt.

## Produktionsnotizen
Regisseur war der damals noch recht unbekannte Ungar Michael Curtiz, Produzent Darryl F. Zanuck. Bei den Dreharbeiten kamen insgesamt drei Statisten bei den Flutszenen zu Tode. Zanuck kommentierte dies mit: Berufsrisiko. Trotzdem wurde der Film reißerisch mit „Große Besetzung, großes Thema, große Flut, Sie bekommen etwas für Ihr Geld!“ beworben.